# Dendrortyx
Dendrortyx és un gènere d'ocells de la família dels odontofòrids (Odontophoridae) que habita zones boscoses de Mèxic i Amèrica Central.

## Llista d'espècies
S'han descrit tres espècies dins aquest gènere:
- Dendrortyx barbatus - Colí barbat.
- Dendrortyx leucophrys - Colí cellablanc.
- Dendrortyx macroura - Colí cuallarg.